# Intruda signata
Intruda signata är en spindelart som först beskrevs av Henry Roughton Hogg 1900.  Intruda signata ingår i släktet Intruda och familjen plattbuksspindlar. Inga underarter finns listade i Catalogue of Life.